# Стерлитамакский колледж строительства и профессиональных технологий
Стерлитамакский колледж строительства и профессиональных технологий — профессиональная образовательная организация, подведомственная Министерству образования и науки Республики Башкортостан. Расположена в городе Стерлитамак.

## История
Согласно приказу Министерства предприятий металлургической и химической промышленности СССР № 26 503/к в 1952 году организован Стерлитамакский (вечерний) строительный техникум. С 1955 года — Стерлитамакский строительный техникум. В соответствии с приказом Государственного комитета Российской Федерации по жилищной и строительной политике № 17-104 от 30 апреля 1998 года Стерлитамакский строительный техникум преобразован в Стерлитамакский колледж строительства, экономики и права.
На основании распоряжения Правительства Республики Башкортостан от 17 декабря 2014 года № 1418-р произошла реорганизация образовательных организаций путём присоединения к ГАОУ СПО Стерлитамакский колледж строительства, экономики и права – ГБОУ СПО «Стерлитамакский технологический колледж» и ГБОУ НПО профессиональный лицей № 3 с переименованием в ГАПОУ Стерлитамакский колледж строительства и профессиональных технологий.
Стерлитамакский строительный техникум организован в связи с острой потребностью в квалифицированных кадрах строительной отрасли города Стерлитамак, где с начала 50-х годов трестом "Стерлитамакстрой" велось строительство крупных химических предприятий.
Студенты учились в помещениях школ города. В сентябре 1952 года техникуму передается здание клуба строителей. Первыми обучающимися тогда стали 66 человек. Первый выпуск техников-строителей состоялся в 1956 году.
Первым директором техникума стал Толкачев Д.Ф., позже его сменил Варшавский Я.В., проработавший до 1956 года. В 1957 году директором назначен Тимофеев Г.И. В 1957 году построен первый учебный корпус Стерлитамакского строительного техникума, в 1959 году – общежитие. В 1973 году директором назначен Келлер Герман Иоганнесович, под руководством которого создана основная материально-техническая база техникума: введены в эксплуатацию учебный корпус № 2, учебные мастерские, гаражи, спортивный комплекс, тир, малый актовый зал. Появились филиалы техникума в городах Октябрьский, Кумертау. Среди учебных заведений Минпромстроя техникум считался одним из лучших.
С 1988 по 2009 год — директор Вуколов Константин Иванович.
С 2009 по 2019 год — директор Андреев Анатолий Михайлович.
С 2020 года по настоящее время руководителем колледжа является Гумеров Ильдар Мунирович.

## Образование
В соответствии с информацией из сводного реестра лицензий Рособрнадзора колледж имеет лицензию на осуществление образовательной деятельности по следующим образовательным программам.
•	Мастер общестроительных работ;
•	Сварщик (ручной и частично механизированной сварки (наплавки);
•	Машинист дорожных и строительных машин;
•	Машинист крана (крановщик).
Специальности:
•	Строительство и эксплуатация зданий и сооружений (базовая подготовка, углубленная подготовка);
•	Производство неметаллических строительных изделий и конструкций;
•	Монтаж, наладка и эксплуатация электрооборудования промышленных и гражданских зданий;
•	Программирование в компьютерных системах;
•	Информационные системы и программирование;
•	Техническая эксплуатация и обслуживание электрического и электромеханического оборудования (по отраслям);
•	Монтаж и техническая эксплуатация промышленного оборудования;
•	Монтаж, техническое обслуживание и ремонт промышленного оборудования (по отраслям);
•	Землеустройство;
•	Техническая эксплуатация подъемно-транспортных, строительных, дорожных машин и оборудования (по отраслям);
•	Экономика и бухгалтерский учет (по отраслям);
•	Страховое дело (по отраслям);
•	Операционная деятельность в логистике;
•	Коммерция;
•	Правоохранительная деятельность.

## Участие в движении WorldSkills Russia

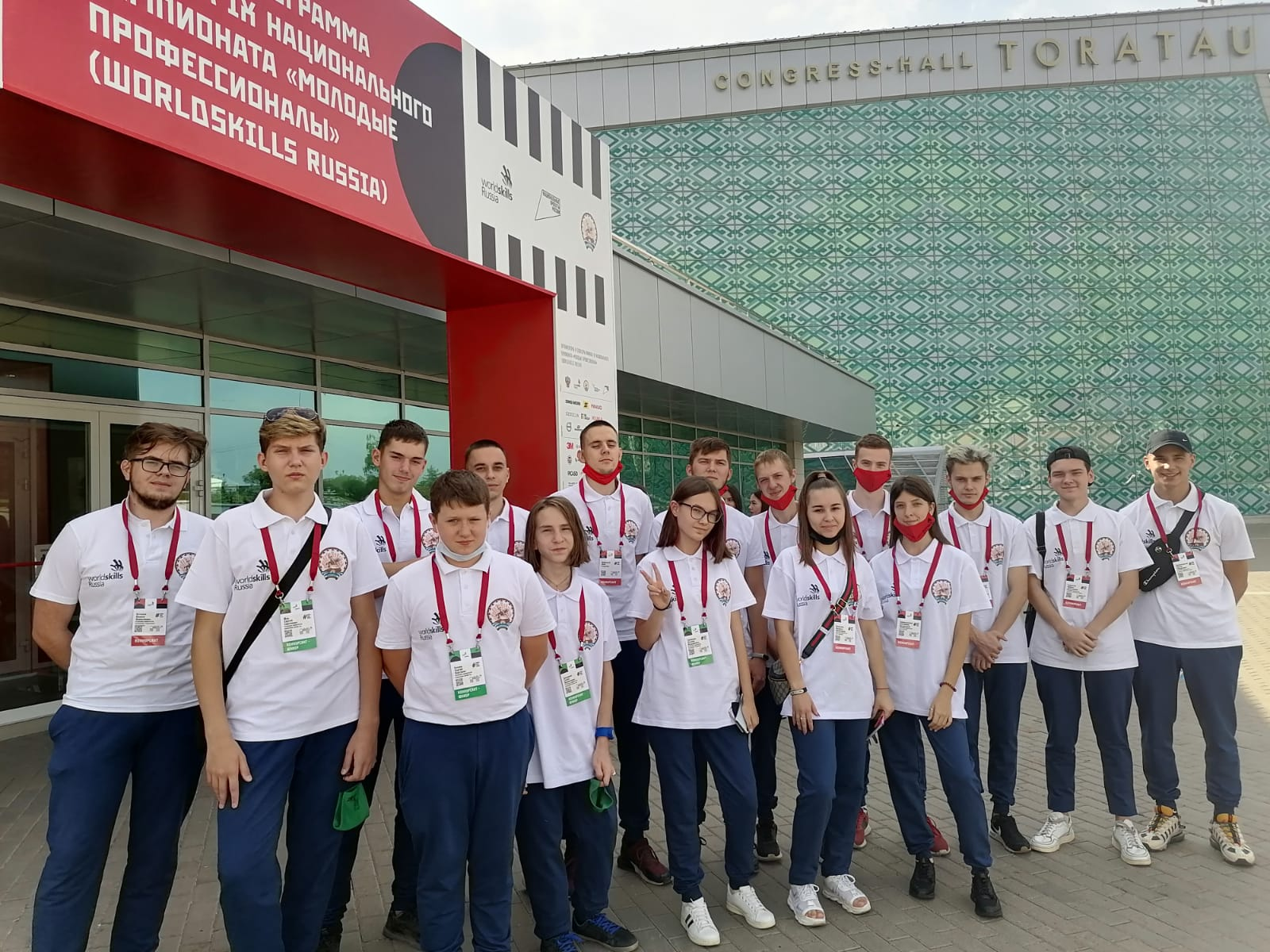
Команда колледжа в финале IX Национального чемпионата «Молодые профессионалы (WorldSkills Russia)» - 2021

Стерлитамакский колледж строительства и профессиональных технологий присоединился к чемпионатному движению «Молодые профессионалы» (WorldSkillsRussia) в 2016 году. Благодаря этому в колледже развивается ряд компетенций:
- Инженерный дизайн CAD;
- Кровельные работы;
- Организация строительного производства;
- Технологии информационного моделирования BIM.

#### Финал IX Национального чемпионата «Молодые профессионалы (WorldSkills Russia)» — 2021
По результатам финала IX Национального чемпионата «Молодые профессионалы (WorldSkills Russia)» — 2021 команда колледжа завоевала 2 призовых места и 2 медальона за профессионализм.

## Участие в движении Abilympics Russia
С 2021 года Стерлитамакский колледж строительства и профессиональных технологий является активным участником движения «Абилимпикс». На базе колледжа начала работу площадка по компетенции «Инженер – проектировщик систем Интернета вещей». Проведен VII Региональный отборочный этап национального чемпионата по данной компетенции.